# Bryomyia amurensis
Bryomyia amurensis är en tvåvingeart som beskrevs av Boris Mamaev och Okland 1998. Bryomyia amurensis ingår i släktet Bryomyia och familjen gallmyggor. Inga underarter finns listade i Catalogue of Life.